# 扎姆佐尔市镇
扎姆佐尔市镇（俄语：Замзорское муниципальное образование）是俄罗斯联邦伊尔库茨克州下乌金斯克区所属的一个市镇。其下辖有个居民点，行政中心为扎姆佐尔。据2016年统计，该市镇的人口为1407人。